# Cucal violaci
El cucal violaci (Centropus violaceus) és una espècie d'ocell de la família dels cucúlids (Cuculidae) que habita la selva humida de les illes de Nova Irlanda i Nova Bretanya, a l'Arxipèlag de Bismarck.